# Dolní Chrášťany
Dolní Chrášťany (německy Untergroschum) jsou malá vesnice, část městyse Lhenice v okrese Prachatice v Jihočeském kraji. Nachází se asi pět kilometrů severovýchodně od Lhenic, protéká jimi Babický potok. Dolní Chrášťany jsou také název katastrálního území o rozloze 3,73 km².

## Historie
První písemná zmínka o vesnici pochází z roku 1300.

## Obyvatelstvo
| Rok            | 1869 | 1880 | 1890 | 1900 | 1910 | 1921 | 1930 | 1950 | 1961 | 1970 | 1980 | 1991 | 2001 | 2011 | 2021 |
| -------------- | ---- | ---- | ---- | ---- | ---- | ---- | ---- | ---- | ---- | ---- | ---- | ---- | ---- | ---- | ---- |
| Počet obyvatel | 202  | 204  | 183  | 213  | 180  | 211  | 211  | 125  | 130  | 92   | 60   | 45   | 32   | 36   | 58   |
| Počet domů     | 34   | 39   | 39   | 40   | 39   | 39   | 41   | 35   | 35   | 30   | 26   | 31   | 31   | 33   | 34   |

## Obecní správa
Při sčítání lidu v letech 1850–1879 Dolní Chrášťany byly osadou obce Chvalovice v okrese Prachatice. V letech 1880–1976 byly 
osadou obce Horní Chrášťany v okrese Prachatice. Od 30. dubna 1976 jsou částí městyse Lhenice v okrese Prachatice.